# Jiří Švorc
Jiří Švorc (* 1961) je český stavební inženýr a manažer.
V letech 1979–1984 vystudoval stavební fakultu ČVUT v Praze. Od roku 1989 působil ve vedoucích funkcích nejprve ve státním projektovém ústavu Brno a od roku 1993 v soukromé sféře ve společnostech ARAL, GLOBUS, OBI Slovensko a ÖMV. Od roku 2008 pracoval externě v oblastech inženýrské činnosti a projektového managementu.
Dne 24. srpna 2010 byl jmenován ministrem dopravy Vítem Bártou generálním ředitelem Ředitelství silnic a dálnic ČR na místo odvolaného Alfreda Brunclíka.
Na postu generálního ředitele Ředitelství silnic a dálnic ČR působil do 5. září 2011, kdy sám rezignoval. Zároveň byl pověřen novým postem zmocněnce pro modernizaci dálnice D1 a pro rychlostní silnici R35.
Je ženatý a má dvě děti. Hovoří aktivně anglicky, německy a rusky.